# NGC 7365
NGC 7365 est une galaxie lenticulaire située dans la constellation du Verseau. Cette galaxie a été découverte par l'astronome américain Francis Leavenworth en 1886. La vitesse de NGC 7365 par rapport au fond diffus cosmologique est de 2 719 ± 29 km/s, ce qui correspond à une distance de Hubble de 40,1 ± 2,9 Mpc (∼131 millions d'al).
À ce jour, une seule mesure non basée sur le décalage vers le rouge (redshift) donne une distance d'environ 40,600 Mpc (∼132 millions d'al). Cette valeur est l'intérieur des valeurs de la distance de Hubble. 

## Groupe de NGC 7377
Selon A. M. Garcia, NGC 7365 est membre du groupe de NGC 7377. Ce groupe de galaxies renferme au moins 10 membres. Les autres galaxies sont NGC 7359, NGC 7377, NGC 7392, IC 5261, ESO 534-24, ESO 603.12, ESO 603-20, ESO 603-6 et ESO 603-8.